# Ideal Home (film)
Pour plus de détails, voir Fiche technique et Distribution.
Ideal Home est une comédie dramatique américaine écrite et réalisée par Andrew Fleming, sortie en 2018.

## Synopsis
Un couple d'hommes, Erasmus et Paul, mènent une vie heureuse. Le premier est un célèbre cuisinier tandis que son époux produit son émission de cuisine à la télévision. Leur quotidien est bouleversé lorsque le petit-fils d'Erasmus, Bill, fait son apparition. Autrefois, Erasmus avait couché avec une femme qui, ensuite, accoucha d'un petit garçon, Beau. Désormais adulte, et en prison pour trafic de drogues, ce dernier a demandé à son fils Bill de retrouver Erasmus son père qui, jusqu'ici, ignorait l'existence de son petit-fils. Erasmus et Paul décident de le recueillir à contrecœur. Pourtant, ils s'attachent très vite au petit garçon, mais Beau leur apprend qu'il souhaite le récupérer lorsqu'il aura purgé sa peine...

## Fiche technique
- Titre original et français : Ideal Home
- Réalisation et scénario : Andrew Fleming
- Montage : Jeffrey M. Werner
- Musique : Martin Simpson
- Photographie : Alexander Gruszynski
- Production : Aaron Ryder, Gabrielle Tana, Maria Teresa Arida, Clark Peterson et Maxime Rémillard
- Sociétés de production : Remstar, Baby Cow Productions, Lucky Monkey Pictures et Mustard & Co
- Société de distribution : Brainstorm Media
- Pays d'origine :  États-Unis
- Langue originale : anglais
- Format : couleur
- Genre : comédie
- Durée : 91 minutes
- Dates de sortie :
  - Australie : 15 février 2018 (Mardi Gras Film Festival)
  - États-Unis : 29 juin 2018
  - France : 21 avril 2020 (DVD)

## Distribution
- Steve Coogan (VF: Philippe Roullier) : Erasmus Brumble
- Paul Rudd (VF: Christophe Seugnet) : Paul Morgan
- Jack Gore (VF: Estelle Darazi) : Angel/Bill Brumble
- Alison Pill (VF: Frédérique Marlot) : Melissa
- Jake McDorman (VF: Alexandre Coadour) : Beau
- Kate Walsh (VF: Estelle Darazi) : Kate
- Will Gluck : Doug Holt
- Jesse Luken : le réalisateur
- Eric Womack : l'officier Forrest
- Jenny Gabrielle : Betty
- Lora Martinez-Cunningham : Mme Garcia
- Monique Candelaria : l'officier Guttierez
- Frances Lee McCain (VF: Sarah Marot) : Doris
- Susan Feniger : Susan
- Pam Brady : Barb Holt
- Alex Guarnaschelli : Alex
- Nathalie Kent (VF: Nathalie Bienaimé) : Nathalie
- Maria Teresa Arida : Maria
- Jordyn Aurora Aquino : Leticia
- Drew Droege : Drew
- Mark D'Onofrio : Mark
- Josey Smith : Whitney